# Seytroux
Seytroux település Franciaországban, Haute-Savoie megyében. Lakosainak száma 535 fő (2022. január 1.). Seytroux La Baume, Bellevaux, Le Biot és Saint-Jean-d’Aulps községekkel határos.

## Népesség
A település népessége az elmúlt években az alábbi módon változott:
| Lakosok száma | 463  | 487  | 513  | 513  | 520  | 519  | 529  | 532  | 535  |
|               | 2013 | 2015 | 2016 | 2017 | 2018 | 2019 | 2020 | 2021 | 2022 |